# Netzwerk Kölner Chöre
Das Netzwerk Kölner Chöre e.V. ist der Zusammenschluss der zwölf großen Konzertchöre in Köln. Die gemeinnützige, ehrenamtlich organisierte Institution wurde 1995 gegründet. Der Verein veranstaltet mindestens 13 Konzerte jährlich und sichert die Arbeit seiner Mitgliedschöre durch finanzielle Unterstützung im jährlich fünfstelligen Bereich sowie durch Programmabsprachen und Informationsaustausch.
Als eine der etablierten Institutionen der Kölner Kulturszene spricht das Netzwerk gegenüber Kooperationspartnern wie Rat und Verwaltung der Stadt Köln, der Kölner Philharmonie, den großen Kölner Orchestern wie dem Gürzenich-Orchester und den Kirchen für rund 700 Chorsängerinnen und -sänger.
Bundesweit aktive Chorvereinigungen wie der Verband Deutscher Konzertchöre sowie überregionale Medien wie der Deutschlandfunk und der Westdeutsche Rundfunk haben die Vorbildfunktion des Netzwerks Kölner Chöre für andere Städte herausgestellt. Gleichwohl sind Versuche, vergleichbare Netzwerke in anderen Regionen zu etablieren, immer wieder gescheitert. Bis heute gilt der Kölner Verbund zur Querfinanzierung von Konzerten und zur Veranstaltung gemeinsamer Projekte deutschlandweit als einzigartig.
Für seine Arbeit für das Netzwerk Kölner Chöre wurde Martin Blankenburg 2021 mit dem Bundesverdienstkreuz ausgezeichnet.

## Ziele
Im Zentrum der Arbeit des Netzwerks Kölner Chöre steht die Existenzsicherung und die gemeinsame kontinuierliche Weiterentwicklung eines professionellen Managements der Mitgliedschöre u. a. durch eine koordinierte Planung und Querfinanzierung von Konzerten sowie die Stärkung des Elements Chormusik innerhalb der Kulturlandschaft Kölns.

## Arbeit als Konzertveranstalter
Das Netzwerk Kölner Chöre veranstaltet seit mehreren Jahrzehnten zwei Konzertreihen mit je mindestens sechs Konzerten pro Jahr in Kooperation mit der Kölner Philharmonie („Kölner Chorkonzerte“) und der Trinitatiskirche Köln („Kölner Chorkonzerte Extra“). Konzerte in diesen Reihen werden finanziell mit insgesamt fünfstelligen Beträgen pro Jahr aus dem Vereinsvermögen unterstützt mit dem Ziel, insbesondere bei zeitgenössischen oder unbekannteren Werken das finanzielle Risiko für die Chöre zu verringern und so eine größere Werkvielfalt im Repertoire zu fördern. Diesem Ziel dienen auch frühzeitige Absprachen bei der generellen Konzertplanung.
Der Überschuss des jährlich am 23. Dezember in der Kölner Philharmonie stattfindenden Benefizkonzerts „Weihnachtssingen Kölner Chöre“ fließt komplett in die Förderung der Konzerte der Mitgliedschöre. Darüber hinaus veranstaltete Sonderkonzerte ermöglichen den Chören zusätzliche Auftritte und eine gemeinsame Öffentlichkeitsarbeit. Da die Kölner Chöre kaum finanzielle Förderung durch die Stadt Köln erhalten, sichert die Arbeit des Netzwerks so die Existenz der Kölner Chorszene.

## Ansprechpartner gegenüber kulturellen und städtischen Institutionen
Der Vorstand des Netzwerks Kölner Chöre tritt gegenüber verschiedenen Institutionen in Köln und bundesweit als fester, gemeinsamer Ansprechpartner für alle Kölner Konzertchöre auf und bündelt als Teil der Freien Kulturszene Kölns so die Interessen und die Kommunikation zwischen den Kooperationspartnern. Das Netzwerk Kölner Chöre stellt darüber hinaus intern einen umfangreichen Informationsaustausch zwischen den Chören her. Es versteht sich außerdem als beratender Ansprechpartner für Chöre außerhalb des Netzwerks und für Menschen auf der Suche nach für sie geeigneten Chören.

## Geschichte
Die Idee, die Programmplanung der Kölner Konzertchöre in einem institutionalisierten Arbeitskreis zu koordinieren, entstand im September 1992 am Rande einer Pressekonferenz, in der das damalige Programm der Kölner Philharmonie vorgestellt wurde und erst hier auffiel, dass versehentlich drei Chorkonzerte an einem einzigen Tag terminiert waren, davon zwei Oratorien Joseph Haydns. Martin Blankenburg, selbst Chorsänger und Konzertveranstalter, ergriff die Initiative, die Vorstände und Künstlerischen Leiter der großen Kölner Konzertchöre zu versammeln und eine Koordination des Programms anzuregen, um derartige Fehler in der Konzertplanung künftig zu vermeiden.
Nach teils als schwierig beschriebenen Anfängen unter sich ursprünglich als Konkurrenten betrachtenden Chören wird heute die Zusammenarbeit durchgängig als sehr positiv beschrieben.  Bereits 1994 wurde beschlossen, sich gegenseitig finanziell über einen internen Ausgleich von Konzertüberschüssen und -defiziten zu unterstützen.
Die Konzertreihe „Kölner Chorkonzerte“ wird seit Herbst 1995 jährlich gemeinsam mit KölnMusik, dem Träger der Kölner Philharmonie, durchgeführt. Dieses Datum gilt heute als offizieller Start der Institution „Arbeitskreis Kölner Chöre“. 2010 erhielt der Verbund die Rechtsform als gemeinnütziger eingetragener Verein und wurde in „Netzwerk Kölner Chöre“ umbenannt, mit Martin Blankenburg als Vorsitzendem. Im Jahr 2021 erhielt er u. a. für seine Verdienste um die Kölner Chorszene das Verdienstkreuz am Bande. 2022 zog sich Blankenburg aus Altersgründen zurück und wurde abgelöst durch den aktuellen vierköpfigen Vorstand. Ziel der neuen Vereinsspitze ist neben Weiterführung und Ausbau des Netzwerks im Sinne des Gründungsgedankens die Modernisierung der Strukturen und die Suche nach neuen bzw. der Ausbau von bestehenden Kooperationen.

## Mitglieder
Mitglieder des Netzwerks Kölner Chöre sind die folgenden großen Konzertchöre, die nicht nur im Kölner Raum, sondern bundesweit, auf Festivals und international in Konzerten und Aufnahmen zu hören sind. Alle Entscheidungen werden gemeinsam im Plenum getroffen. Der Vorstand des Vereins hat kein eigenes Stimmrecht, sondern tritt nur moderierend auf.
- Bach-Verein Köln
- Chorus Musicus
- Gürzenich-Chor Köln
- Kartäuserkantorei Köln
- KölnChor
- Kölner Kantorei
- Kölner Kurrende
- Konzertchor Köln
- Oratorienchor Köln
- Philharmonischer Chor Köln
- Rheinischer Kammerchor Köln
- Rodenkirchener KammerChor